# Холод в сердце
«Холод в сердце» (англ. Cold Around the Heart) — криминальный фильм американского режиссёра Джона Ридли, выпущенный 7 ноября 1997 года компанией 20th Century Fox. В главных ролях снимались Дэвид Карузо, Келли Линч и Стейси Дэш.

## Сюжет
Двое любовников-преступников - парень Нед и девушка Джуд убивают троих людей во время ограбления ювелирного магазина. Сначала Неда ловит полиция, но ему удаётся сбежать. Он клянётся отомстить Джуд, которая вытолкнула его из машины, чтобы присвоить награбленное себе. Нед начинает охоту на бывшую подельницу вместе с загадочной автостопщицей по имени Бек.

## В ролях
| Актёр              | Роль            |
| ------------------ | --------------- |
| Дэвид Карузо       | Нед Тэш         |
| Келли Линч         | Джуд Лоу        |
| Стейси Дэш         | Бек Розенберг   |
| Крис Нот           | Ти              |
| Джон Спенсер       | дядя Майк       |
| Прюитт Тейлор Винс | Джонни Костелло |
| Ричард Кайнд       | прокурор Нэббиш |
| Дженнифер Джостин  | официантка Инез |